# 哈維 (密歇根州)
哈維（英語：Harvey）是位於美國密歇根州馬凱特縣喬科萊特設鎮區及桑茲鎮區的一個普查規定居民點。

## 人口
根據2020年美國人口普查的數據，哈維的面積為18.93平方千米，當中陸地面積為17.45平方千米，而水域面積為1.48平方千米。當地共有人口3244人，而人口密度為每平方千米171.37人。